# Dulce (Új-Mexikó)
Dulce statisztikai település az Amerikai Egyesült Államok Új-Mexikó államában, Rio Arriba megyében. Lakosainak száma 2788 fő (2020. április 1.).

## Népesség
A település népességének változása:
| Lakosok száma | 2623 | 2743 | 2788 |
|               | 2000 | 2010 | 2020 |